# Chris Goossens
Chris Goossens is een Belgisch voormalig bestuurster.

## Levensloop
Beroepshalve was ze 30 jaar werkzaam bij het Algemeen Christelijk Werknemersverbond (ACW).
In 2011 volgde ze Marietje Van Wolputte op als voorzitster van de Kristelijke Arbeiders Vrouwenbeweging (KAV). Onder haar voorzitterschap werd de organisatie op 12 mei 2012 omgevormd tot Femma. In juni 2014 werd ze als voorzitster opgevolgd door Greet De Ceukelaire. Vervolgens ging Goossens aan de slag als educatief medewerkster bij deze organisatie.